# Dieter Riedel
Dieter Riedel (Gröditz, 16 september 1947) is een voormalig voetballer uit Oost-Duitsland, die speelde als aanvaller. Hij kwam zijn gehele loopbaan uit voor Dynamo Dresden. Met die club werd hij vijfmaal kampioen van de DDR.

## Interlandcarrière
Riedel kwam in totaal vier keer (één doelpunt) uit voor de nationale ploeg van Oost-Duitsland in de periode 1974–1978. Onder leiding van bondscoach Georg Buschner maakte hij zijn debuut op 27 maart 1974 in de vriendschappelijke wedstrijd tegen Tsjecho-Slowakije (1–0) in Dresden. Hij moest in die wedstrijd na 68 minuten plaatsmaken voor Hans-Jürgen Kreische. Zijn vierde en laatste interland speelde hij op 19 april 1978 tegen België (0-0) in Magdeburg. Riedel maakte deel uit van de Oost-Duitse selectie die de gouden medaille won bij de Olympische Spelen in 1976.

## Erelijst
Dynamo Dresden
- DDR-Oberliga:

1971, 1973, 1976, 1977, 1978
- Oost-Duitse beker

1971, 1977